# آن- لوي جيرودي دو روسي- تريوسون
آن- لوي جيرودي دو روسي - تريوسون (بالفرنسية: Anne-Louis Girodet)‏، والمعروف أيضًا باسم آن لوي جيرودي تريوسون (29 يناير 1767 - 9 ديسمبر 1824)، رسامٌ فرنسي وتلميذ «جاك لوي ديفيد»، الذي شارك في بداية الحركة الرومانسية عبر إدخال عناصر الإثارة الجنسية في لوحاته. يُذكَر جيرودي بأسلوبه الدقيق والواضح في اللوحات التي رسمها لأفراد عائلة نابليون.

## بدايات مهنته
ولد جيرودي في مدينة مونتارغيس. توفي والداه كلاهما عندما كان صغيرًا. وقع عاتق رعاية ميراثه وتعليمه على ولي أمره، وهو طبيب بارز اسمه «بينوا فرانسوا تريوسون» والذي تبنى جيرودي لاحقًا. ظل الرجلان مُقربَين طوال حياتهما، وأخذ جيرودي اسم عائلة تريوسون في عام 1812.  في البداية درس الهندسة المعمارية وكان سيعمل في وظيفة عسكرية. تحول لاحقًا إلى دراسة الرسم تحت إشراف أستاذ يدعى «لوكين»، ثم التحق بمدرسة جاك- لوي ديفيد. في سن الثانية والعشرين ربح «جائزة روما» للفن عن لوحته قصة يوسف وإخوته. بين عامَي 1789 و1793 عاش في إيطاليا، وأثناء وجوده في روما رسم لوحتَي «أبقراط يرفض هدايا أرتاكسيركس» و«نوم إنديميون» (الموجودة الآن في متحف اللوفر)، وهو العمل الذي أكسبه إشادة كبيرة في صالون عام 1793 ومنحه سمعة الرسام الرائد في المدرسة الفرنسية.
بمجرد عودته إلى فرنسا، رسم جيرودي العديد من اللوحات الشخصية، من ضمنها لوحات لبعض أفراد عائلة بونابرت. في عام 1806، وفي منافسة مع لوحة السابين لديفيد، عرض لوحته مشهد الطوفان (الآن في متحف اللوفر)، والتي فاز بها بالجائزة العقدية. في عام 1808، رسم لوحتَي استسلام فيينا ومأتم أتالة، وحصدت اللوحة الأخيرة شعبية هائلة، بفضل اختياره الموفق للموضوع -وهو رواية أتالة للكاتب فرانسوا- رينيه دو شاتوبريان، والتي نُشرت لأول مرة عام 1801- وأيضًا بفضل خروجها الملحوظ عن طريقة جيرودي المسرحيّة المعتادة في الرسم. وقد عاد إلى أسلوبه المسرحي في لوحة ثورة القاهرة (1810).

## حياته اللاحقة

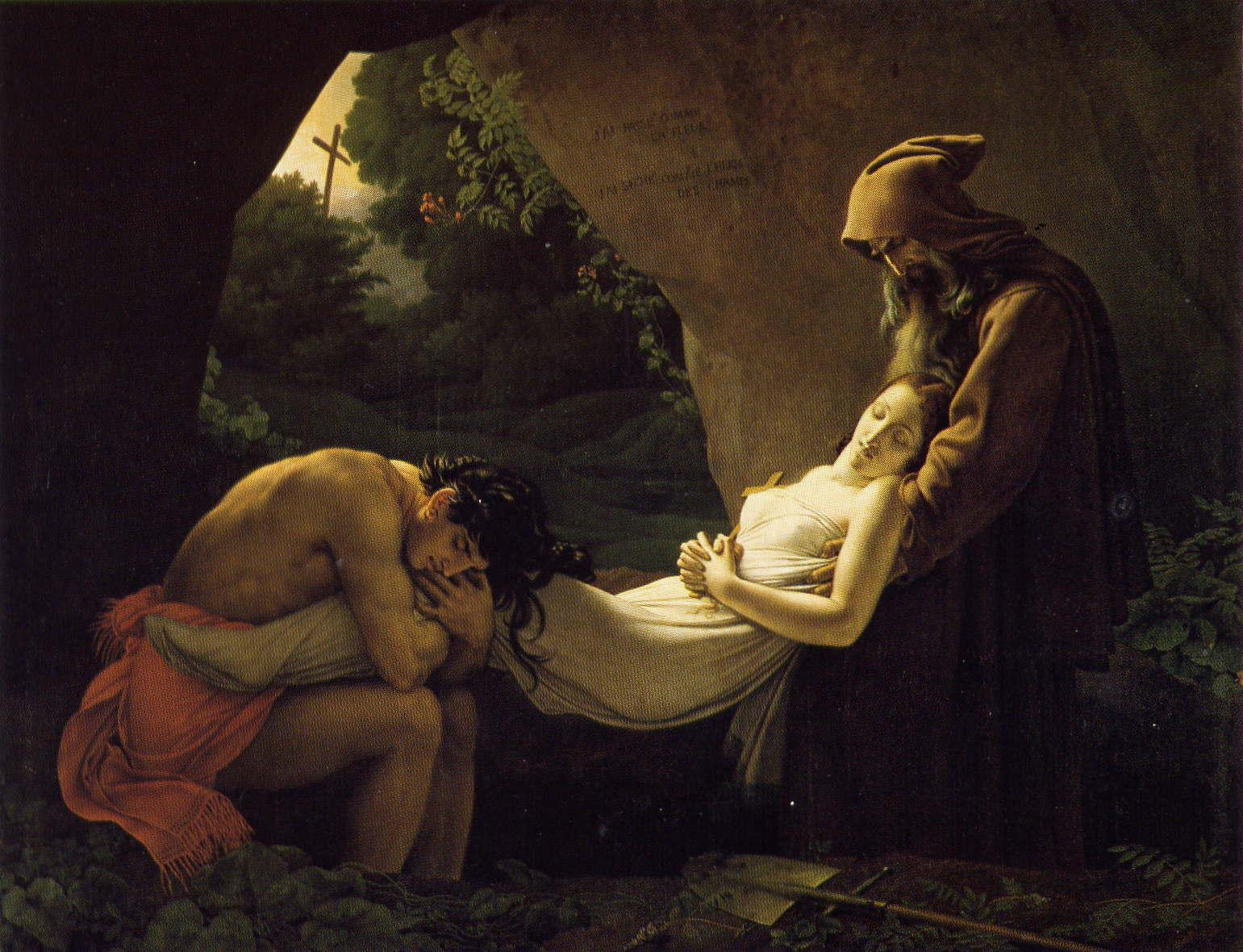
جنازة أتالا، 1808، متحف اللوفر

كان جيرودي عضوًا في كل من الأكاديمية الملكية للرسم والنحت ومعهد فرنسا، وهو فارس من رتبة القديس ميخائيل ويحمل وسام جوقة الشرف. كان من بين تلاميذه «هياسينت أوبري-ليكومت»، و«أوغسطين فان دن بيرغ الأصغر»، و«فرانسوا إدوار بيرتين»، و«أنجيليك بوييه»، و«ألكساندر- ماري كولين»، و«ماري فيليب كوبان دو لا كوبري»، و«هنري ديكاين»، و«بول إميل ديتوشيس»، و«أكيل ديفيريا»، و«يوجين ديفيريا»، و«سافينيان إدم دوبورجال»، و«جوزيف فرديناند لانكرينون»، و«أنتوان ماري موين»، و«جان جاك فرانسوا مونانتوي»، و«هنري بونافنتور مونييه»، و«روزالي رينودين»، و«يوهان هاينريش ريختر»، و« فرانسوا إيدمي ريكوا»، و«جوزيف نيكولاس روبرت- فلوري»، و«فيليب جاك فان بري».
في الأربعينيات من عمره بدأت تخور قواه، وأدت عادته في العمل الليلي وإسرافه في أمور أخرى إلى إضعاف حالته الجسدية. في صالون عام 1812، لم يعرض إلا لوحة رأس العذراء. في عام 1819، أظهرت لوحته «بجماليون وغالاثيا» انحدارًا إضافيًا في قوته. في عام 1824، وهو العام الذي رسم فيه اللوحتَين الشخصيتين لكاثيلنو وبونشامب، توفي جيرودي في 9 ديسمبر في باريس. عند بيع آثاره بعد وفاته، حققت بعض رسوماته أسعارًا هائلة.

## أعماله المنشورة بعد وفاته
قدم جيرودي عددًا كبيرًا من الرسوم التوضيحية، من بينها الرسوم التوضيحية لنسخ الكاتب «ديدو» لأعمال فيرجيل (1789) وراسين (1801-1805). نُقش أربعة وخمسون تصميمًا من تصاميمه لأعمال الشاعر الإغريقي القديم أناكريون من قبل «إم. شاتيون». قضى جيرودي كثيرًا من وقته في التأليف الأدبي. بعد وفاته في عام 1829، نُشرت قصيدته «الرسام»، إلى جانب أشعار مُقلدة بشكل ضعيف لشعراء كلاسيكيين، ومقالات «العبقري» و«النعمة» متضمنةً ملاحظة عن سيرته الذاتية بقلم صديقه «كوبان دو لا كوبري». وقد كتب «ديلوكلوز» في كتابه «لوي ديفيد وزمنه» أيضًا قصة مختصرة عن حياة جيرودي.
كان معرض «جيرودي: ثائرٌ رومنسي» في معهد الفن في شيكاغو في الولايات المتحدة أول معرض تاريخي مكرس لاستذكار أعمال آن- لوي جيرودي دو روسي- تريوسون . جمع المعرض أكثر من 100 من الأعمال الأساسية (نحو 60 لوحة و40 رسمًا) التي تظهر مستوى جيرودي كفنان ورسام.

## تحليل أعماله
دُرّب جيرودي على الطراز الكلاسيكي الحديث لمعلمه، جاك - لوي ديفيد، وهذا ما يُشاهد في معاملته للجسم العاري الذكري وإشارته إلى نماذج من عصر النهضة والعصور الكلاسيكية القديمة. ومع ذلك، فقد انحرف أيضًا عن هذا الأسلوب في عدة طرق. تظهر الخصوصيات التي تميز مكانة جيرودي كمبشر للحركة الرومانسية بوضوح في لوحته «نوم إنديميون» (1791، وتسمى أيضًا لوحة «تأثير القمر»). على الرغم من أن موضوع اللوحة والوضعية مستوحيان من سوابق كلاسيكية، فإن إضاءة جيرودي المتشتتة لَهي أكثر مسرحية وشاعرية. التصوير المخنث للراعي النائم إنديميون هو أمر جدير بالملاحظة أيضًا. كانت هذه الآثار الرومانسية المبكرة أكثر بروزًا أيضًا في لوحته «أوسيان»، التي عُرضت عام 1802، وصور فيها جيرودي الجنود النابوليون المقتولين حديثًا أثناء الترحيب بهم في فالهالا من قبل «أوسيان» الشخصية الخالدة الخيالية. اللوحة لافتة للنظر بسبب ما تحتويه من نيازك متألقة، وإضاءة بخارية، وشخصيات طيفية.
يميز هذا الاقتران ذاته -بين العناصر الكلاسيكية والرومانسية- لوحة «داني» لجيرودي (1799)، ولوحة «الفصول الأربعة» التي نفذها لملك إسبانيا، ويظهر أيضًا إلى حد مثير السخرية في لوحته «فينغال» التي رسمها لنابليون في عام 1802. يمكن رؤية جيرودي هنا وهو يجمع جوانب تدريبه الكلاسيكي وتعليمه التقليدي مع الاتجاهات الأدبية الجديدة والمشاهد العلمية الشعبية، ويبدي اهتمامًا كبيرًا في الأشياء الغريبة والعجيبة. وبهذه الطريقة، تعلن أعماله عن نشوء جمالية رومانسية ترفع من شأن الفردية والتعبير والخيال أمام الالتزام بالسوابق الأكاديمية الكلاسيكية.

## روابط خارجية
- آن- لوي جيرودي دو روسي- تريوسون على موقع الموسوعة البريطانية (الإنجليزية)
- آن- لوي جيرودي دو روسي- تريوسون على موقع ميوزك برينز (الإنجليزية)